# Sideroxylon acunae
Sideroxylon acunae är en tvåhjärtbladig växtart som först beskrevs av Attila L. Borhidi, och fick sitt nu gällande namn av Terence Dale Pennington. Sideroxylon acunae ingår i släktet Sideroxylon och familjen Sapotaceae. IUCN kategoriserar arten globalt som starkt hotad. Inga underarter finns listade i Catalogue of Life.